# 2018년 11월 죽음
다음은 2018년 11월에 사망한 저명한 인물 목록이다.
- 11월 1일 - 아르메니아의 역도선수 유리 바르다냔
- 11월 2일 - 미국의 연주가 로이 하그로브
- 11월 4일 - 대한민국의 영화배우 강신성일
- 11월 7일 - 프랑스의 가수 프랑시스 레이
- 11월 11일 - 일본의 정치인 소노다 히로유키
- 11월 12일
  - 대한민국의 사이클선수 이민혜
  - 미국의 만화가 스탠 리
- 11월 14일 - 대한민국의 국회의원 장석화
- 11월 16일 - 미국의 소설가 윌리엄 골드먼
- 11월 18일
  - 대한민국의 성우 김일
  - 대한민국의 기업인 윤정구
- 11월 20일 - 영국의 화학자 에런 클루그
- 11월 23일 - 영국의 영화감독 니컬러스 로그
- 11월 26일
  - 이탈리아의 영화감독 베르나르도 베르톨루치
  - 미국의 애니메이션감독 스티븐 힐런버그
- 11월 27일 - 대한민국의 군인 겸 기업인 이종대
- 11월 30일
  - 미국의 제41대 대통령 조지 H. W. 부시
  - 티베트의 승려 팔덴 갸초